# غامي
غامي (هانغل: 박지연) (من مواليد 8 أبريل 1981) هي مغنية كورية جنوبية بدأت مسيرتها الفنية عام 2003، وهي فنانة سابقة في واي جي إنترتينمنت.

## وصلات خارجية
- غامي على موقع IMDb (الإنجليزية)
- غامي على موقع ميوزك برينز (الإنجليزية)
- غامي على موقع ديسكوغز (الإنجليزية)

- الموقع الإلكتروني